# Хельперих фон Плёцкау
Гельферих фон Плёцкау (умер в 1118) — граф Плёцкау, граф Вальбека, маркграф Северной марки, сын Дитриха фон Плёцкау и Матильды фон Вальбек, дочери магдебургского бургграфа Конрада фон Вальбек.

## Биография
Гельферих был короткое время маркграфом Северной марки. В 1112 году император Генрих V вступил в конфликт с Лотарем Суплинбургским, тогда герцогом Саксонии. На имперском сейме в Госларе, вероятно в конце марта, Генрих V отобрал у Лотаря саксонское герцогство, а также лишил его союзника маркграфа Рудольфа I фон Штаде Северной марки. И назначил маркграфом его свойственника Гельфериха. В том же 1112 году, в середине июня, после того как император осадил крепость Зальцведель, Лотарь и Рудольф помирились с Генрихом и вернули себе титулы и земли. О протестах Гельфериха по поводу того, что у него отобрали марку всего через несколько недель после назначения на должность маркграфа, ничего не известно.
Гельферих умер в 1118 году, вероятно, молодым. Его сестра Ирмингарда пережила его как минимум на 35 лет. Похоронен он в фамильном монастыре Хеклинген, основанном его дедом Бернхардом.

## Брак и дети
После августа 1106 года Гельферих женился на Аделе (ум. 1123), дочери Куно Нортхеймского и Кунигунды фон Орламюнде, вдове Дитриха Катленбургского (ум. 12 августа 1106). Дети:
- Конрад (погиб в январе 1133), граф Плёцкау, маркграф Северной марки,
- Бернхард (погиб 26 октября 1147 в Каппадокии), граф Плёцкау, участник Второго крестового похода,
- Мехтильда